# Силосная башня

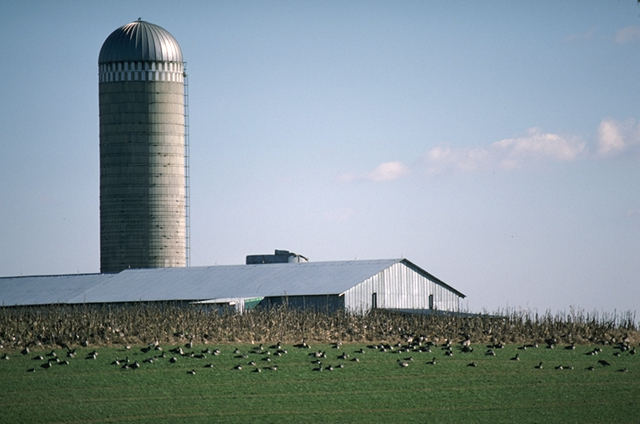
Бетонная силосная башня

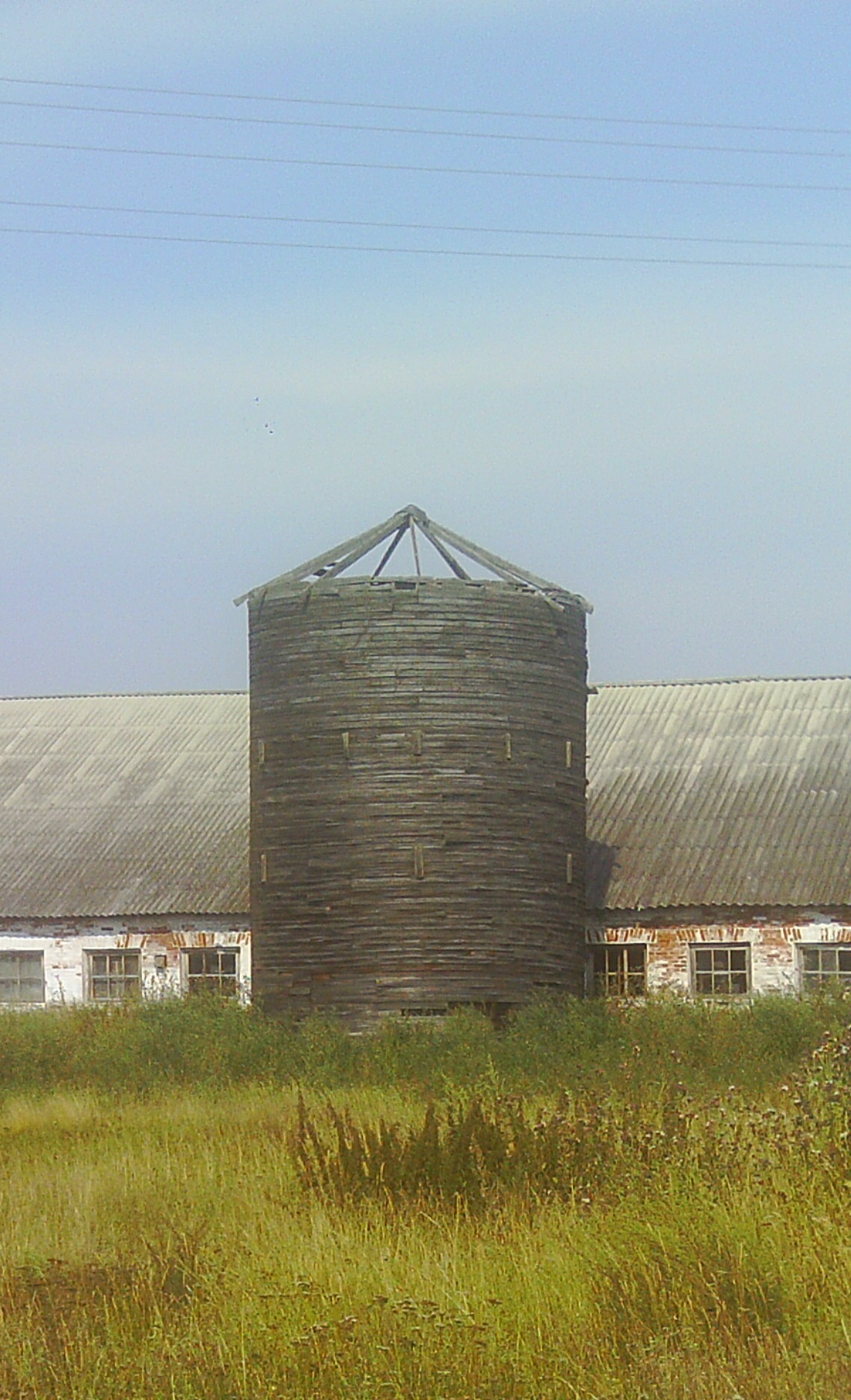
Бывшая деревянная силосная башня животноводческой фермы (деревня Слуды Вологодской области; 2012 год)

Силосная башня — специальное сооружение (наряду с траншеями и ямами) для силосования и содержания заквашенных (засилосованных) растительных кормов, а также непереработанного зерна или цемента. Необходимы для защиты помещённых в них материалов от промерзания, воздействия воды и воздуха.
Стены, основание и крышу силосной башни делают непроницаемыми для влаги, теплоустойчивыми и достаточно стойкими против химического воздействия кислот, выделяющихся из силоса. Обычно строительными материалами бывают кирпич, бетон, железобетон, дерево, камень, металл. Ёмкость силосных башен варьирует от 75 до 300 тонн.
В силосных башнях строго запрещено курить и что-либо поджигать, поскольку из силоса выделяется метан, который образует взрывоопасную смесь с воздухом.